# Мратиндан
Мратиндан је празник Српске православне цркве који се слави 24. новембра по грегоријанском календару (тј. 11. новембра по јулијанском календару) и посвећен је Стефану Дечанском, краљу Србије из породице Немањића, сину краља Милутина и оцу цара Душана Силног.
Празник Мратиндан је у црквеном календару уписан црним словима као: Свети краљ Стефан Дечански — Мратиндан. Мратиндан је дан Светог Мартина којег су Срби славили на исти дан док су били по старијем календару, који је сачуван у римској цркви истога дана, по јулијанском. Идентична поклапања су и у вези Светог Вида 15. јуна или Михољдан. Михољдан нема везе са Светим Киријаком Отшелником но са Михаилом.
Иван Јастребов је записао да са селом Рапча граниче села која леже југоисточно, Пакиша и Кошаришта. Између граница тих села је, у Хрисовуљи (цара Душана) се вели, црква која се назива Мратиња. Те цркве више нема, али се виде остаци темеља, који показују да је та црква унеколико већа од уобичајених малих сеоских цркава. Та црква је била на брду и њено име се сачувало у народу у називу тога Мрат. По свему судећи црква је била посвећена Светом Мартину. Милош Милојевић је веома критикован од Јастребова за свој некритички рад. Милојевићев кореспондент из Призрена је спадао у људе апокрифичког достојанства. Поп Јован Васић (тада живи у Србији) достављао му је оданде податке у Милојевићевом духу и смијеру. Поп није био образован и потицао је из породице врло рђавог поријекла, из рода племена које је славило 11. новембар — Дан Светог Мрата (Дечанског краља). Тада је било познато да се код Срба људи који славе Дан Светог Мрата, 11. новембра, сматрају лошима. Тако о томе говоре М. Ђ. Милићевић (Славе у Срба. Кућанска слава. Општинска слава., 1877., стр. 101.). Знајући то, Мратинци говоре да славе Светог Дечанског и Марко Краљевић је веле промијенио Светог Мрата за Светог Ђорђа. Арсеније III Црнојевић се презивао Мартиновић, јер је припадао том братству, али је из историјских разлога узео презиме Црнојевић.
Црквени календар Ђурђа Црнојевића за 1494. годину не спомиње Мратиндан, само 11. новембра, Стефана иже в Дечах. Мратиндана нема ни у српском православном календару из Карловачке митрополије из 1795. Црквени календари објављени у Црној Гори у годишњаку Орлић од 1865. до 1870. такође не спомињу Мратиндан тога датума. Календар Срба католика Дубровник за 1897. годину не спомиње Мратиндан него Братиндан. Календари СПЦ су деценијама уз име Стефана Дечанског имали написано и Мратиндан, до 2012. године. Од 2013. године се српска црква враћа старијој традицији, да у календару тога датума не стоји Мратиндан, него само Стефан Дечански.
Из црквеног календара тзв. Црногорске православне цркве је избачен Свети Стефан Дечански, а на исти дан (11. новембра по јулијанском тј. 24. новембра по грегоријанском) је убачен Свети Мартин. Називи неких мјеста, као село Мратиње, указују на некадашњи култ Светог Мартина код Срба католика.
У првом тому Етнографије Црне Горе Павле Ровински спомиње Мратинске покладе 14. новембра. У другом тому, пише да се прије Божића ређа 6 недјеља поста, који се назива Божићни или Филипов, јер почиње на дан Светог апостола Филипа (14. новембра, по јулијанском). Мада је тај пост почињао у Црној Гори од тога дана, посљедњи мрсни дан након њега називао се мратињски поклади, по имену Светог Мрата тј. Мартина, који долази 12. новембра (по католиком календару 11. новембра), а сам пост Божићни или Мратињски пост. Распрострањеност имена Мартин у Црној Гори се приписује западном утицају.